# Zmarli w październiku 2023

## Październik 2023
- 31 października
  - Mohamed Ahmed Alin – somalijski polityk, prezydent Galmudugu (2009–2012)[1]
  - Tyler Christopher – amerykański aktor[2]
  - Cezary Dąbrowski – polski polityk i ekonomista, prezydent Sopotu (1981–1984), wojewoda pomorski (2004–2006)[3]
  - Thomas Mattingly – amerykański astronauta, pilot wojskowy, kontradmirał United States Navy[4]
  - Oleg Protopopow – rosyjski łyżwiarz figurowy, mistrz olimpijski (1964, 1968)[5]
  - Elmar Wepper – niemiecki aktor[6]
- 30 października
  - Cezary Olszewski – polski tancerz[7]
  - István Pásztor – serbski prawnik i polityk[8]
  - Aaron Spears – amerykański perkusista[9]
- 29 października
  - Tomás Barris – hiszpański lekkoatleta, średniodystansowiec[10]
  - Jarosław Centek – polski historyk[11]
  - Hiroshi Morie – japoński basista, członek zespołu X-Japan[12]
- 28 października
  - Erkki Antila – fiński biathlonista[13]
  - Franklin Cisneros – salwadorski judoka[14]
  - Matthew Perry – amerykański aktor[15]
- 27 października
  - Lucjan Białas – polski piłkarz[16]
  - Li Keqiang – chiński prawnik, polityk, wicepremier (2008–2013) i premier Chin (2013–2023)[17]
  - Wiktor Mamatow – rosyjski biathlonista, mistrz olimpijski (1968, 1972)[18]
- 26 października
  - Richard Moll – amerykański aktor[19]
- 25 października
  - Jorgos Gramatikakis – grecki fizyk, wykładowca akademicki, rektor Uniwersytetu Kreteńskiego (1990–1996), eurodeputowany (2014–2019)[20]
  - Zdeněk Mácal – czeski dyrygent[21]
  - Lyn McLain – amerykański edukator muzyczny, kierownik orkiestry[22]
  - Anderl Molterer – austriacki narciarz alpejski[23]
- 24 października
  - Lily Afshar – irańska gitarzystka klasyczna[24]
  - Hans Albert – niemiecki filozof, socjolog[25]
  - Niels Holst-Sørensen – duński lekkoatleta, sprinter i średniodystansowiec, generał major, działacz sportowy[26]
  - Anna Niewiadomska – polska urzędniczka, dyplomatka[27]
  - Wanda Półtawska – polska lekarka, psychiatra, dama Orderu Orła Białego[28]
  - Richard Roundtree – amerykański aktor[29]
  - Barbara Stesłowicz – polska aktorka[30]
- 23 października
  - Angelo Bruschini – brytyjski giatrysta, członek m.in. zespołu Massive Attack[31]
  - István Láng – węgierski kompozytor[32]
  - Enrique Macaraeg – filipiński duchowny rzymskokatolicki, biskup Tarlac (2016–2023)[33]
  - Bernard Morel – francuski szermierz, szablista[34]
  - Mirosław Obłoński – polski piosenkarz, autor tekstów, artysta Piwnicy pod Baranami[35]
- 22 października
  - Reino Börjesson – szwedzki piłkarz[36]
  - Raul Machado – portugalski piłkarz[37]
  - Antoine Scopelliti – włoski duchowny rzymskokatolicki, biskup Ambatondrazaka (1993–2015)[38]
- 21 października
  - Bobi – portugalski pies stróżujący, najstarszy znany pies w historii[39]
  - Bobby Charlton – angielski piłkarz, mistrz świata (1966)[40][41]
  - Natalie Zemon Davis – amerykańska historyczka[42]
  - Bill Hayden – australijski polityk, lider Australijskiej Partii Pracy (1977–1983), minister spraw zagranicznych (1983–1988), gubernator generalny Australii (1989–1996)[43]
  - Radosław Herman – polski archeolog[44]
  - Wojciech Korda – polski wokalista rockowy, gitarzysta, kompozytor[45][46]
- 20 października
  - Norbert Buske – niemiecki duchowny protestancki, teolog, pastor Pomorskiego Kościoła Ewangelickiego, polityk[47]
  - Donald Angus Cameron of Lochiel – szkocki magnat, XXVII Naczelnik Klanu Cameronów[48]
  - Les Dayman – australijski aktor i reżyser teatralny[49]
- 19 października
  - Lasse Berghagen – szwedzki piosenkarz[50]
  - Krystyna Durys – polska wokalistka[51][52]
  - Zdzisław Łęcki – polski aktor[53]
  - Heinrich Messner – austriacki narciarz alpejski[54]
  - Anfisa Riezcowa – rosyjska biathlonistka, biegaczka narciarska, mistrzyni olimpijska (1988, 1992, 1994)[55]
  - Grzegorz Sutt – polski dyrygent i pedagog[56][57]
- 18 października
  - Andrzej Bulc – polski działacz opozycji demokratycznej w okresie PRL, jeden z czołowych działaczy i członek Komitetu Założycielskiego Wolnych Związków Zawodowych Wybrzeża (1978–1980), współpracownik Komitetu Samoobrony Społecznej „KOR”[58]
  - Henry Kyemba – ugandyjski historyk, polityk, minister kultury (1972–1974), minister zdrowia (1974–1977)[59]
  - Dwight Twilley – amerykański piosenkarz[60]
- 17 października
  - Carla Bley – amerykańska kompozytorka i pianistka jazzowa[61]
  - Roberto Camilleri Azzopardi – maltański duchowny rzymskokatolicki, biskup Comayagua (2004–2023)[62]
  - Orazio Rancati – włoski piłkarz[63]
  - Aurèle Vandendriessche – belgijski lekkoatleta, maratończyk[64]
- 16 października
  - Martti Ahtisaari – fiński polityk, dyplomata, prezydent Finlandii (1994–2000), laureat Pokojowej Nagrody Nobla (2008)[65]
  - Giennadij Gładkow – rosyjski kompozytor muzyki filmowej[66]
- 15 października
  - Francisc Balla – rumuński zapaśnik[67]
  - Tod Brown – amerykański duchowny rzymskokatolicki, biskup Boise City (1988–1998) i Orange (1998–2012)[68]
  - Edward Motyl – polski lekkoatleta, długodystansowiec, trener[69]
  - Suzanne Somers – amerykańska aktorka[70]
- 14 października
  - Piper Laurie – amerykańska aktorka[71]
  - Stanisław Radwan – polski kompozytor, reżyser teatralny, scenarzysta[72]
  - Jean-Charles Thomas – francuski duchowny rzymskokatolicki, biskup pomocniczy Aire i Dax (1972–1974), biskup Ajaccio (1974–1986) i Wersalu (1986–2001)[73]
- 13 października
  - Louise Glück – amerykańska poetka, laureatka Nagrody Nobla w dziedzinie literatury (2020)[74]
  - Hubert Reeves – kanadyjski astrofizyk[75]
  - Hugh Russell – irlandzki bokser, olimpijczyk (1980)[76]
  - Rein Saluri – estoński pisarz, tłumacz, scenarzysta filmowy[77]
  - Bud Somerville – amerykański curler[78]
  - Maciej Trojanowski – polski chemik, dziennikarz i tłumacz; prowadzący programu TV Nie do wiary[79]
  - Pietro Vittorelli – włoski duchowny rzymskokatolicki, opat terytorialny Montecassino (2007–2013)[80]
- 12 października
  - Luis Garavito – kolumbijski seryjny morderca, gwałciciel, pedofil[81]
- 11 października
  - Phyllis Coates – amerykańska aktorka[82]
  - Manuel Chuanguira Machado – mozambicki duchowny rzymskokatolicki, biskup Gurué (1994–2009)[83]
  - Rudolph Isley – amerykański piosenkarz i autor tekstów, muzyk zespołu The Isley Brothers[84]
  - Marek Szczepański – polski socjolog[85]
- 10 października
  - Terry Dischinger – amerykański koszykarz, mistrz olimpijski (1960)[86]
- 9 października
  - Jackson Anthony – lankijski aktor i reżyser filmowy[87]
  - Andrea Branzi – włoski architekt[88]
  - Chuck Feeney – amerykański przedsiębiorca[89]
  - Gerhard Grimmer – niemiecki biegacz narciarski, mistrz świata (1974)[90]
  - Ireneusz Kania – polski tłumacz literacki[91]
  - Maciej Krzysztyniak – polski śpiewak, solista operowy[92][93]
  - Jorge Lavelli – argentyński reżyser operowy i teatralny[94]
  - Vilém Mandlík – czeski lekkoatleta, sprinter, olimpijczyk (1956, 1960)[95]
  - Mauro Morelli – brazylijski duchowny rzymskokatolicki, biskup Duque de Caxias (1981–2005)[96]
  - Zbigniew Szczurek – polski prawnik, sędzia, doktor nauk prawnych[97]
  - Buck Trent – amerykański muzyk country, bandżysta, gitarzysta, mandolinista[98]
- 8 października
  - Fred Boyd, amerykański koszykarz[99]
  - Agneta Andersson – szwedzka kajakarka, mistrzyni olimpijska (1992, 1996)[100]
  - Alcides Báez – paragwajski piłkarz[101]
  - Aldo Cosentino – francuski bokser[102]
  - Gérard Fenouil – francuski lekkoatleta, sprinter[103]
  - Nina Matwijenko – ukraińska pieśniarka[104]
  - Herschel Savage – amerykański aktor pornograficzny[105]
  - László Sólyom – węgierski prawnik, polityk, przewodniczący Trybunału Konstytucyjnego (1990–1998), prezydent Węgier (2005–2010)[106][107]
  - Tjerk Westerterp – holenderski polityk, dyplomata i menedżer, minister transportu i zarządzania wodą (1973–1977)[108]
  - Burt Young – amerykański aktor[109]
- 7 października
  - Maruf al-Bachit – jordański generał, polityk, premier Jordanii (2005–2007, 2011)[110]
  - Terence Davies – brytyjski reżyser i scenarzysta filmowy[111]
  - Reiner Goldberg – niemiecki śpiewak operowy (tenor)[112]
  - Kęstutis Lupeikis – litewski architekt[113]
  - Xavi Moya – hiszpański bokser[114]
  - Oldřich Pelčák – czeski astronauta[115]
- 6 października
  - Maurice Bourgue – francuski oboista, kompozytor, dyrygent i wykładowca akademicki[116]
  - Atila Pesyani – irański aktor[117]
- 5 października
  - Adrianna Bilik, austriacka koszykarka (ur. 1945)
  - Bruno Filippini – włoski piosenkarz[118]
  - Keith Jefferson – amerykański aktor[119]
  - Andrzej Koziara – polski dziennikarz, fotograf[120]
  - Romano Voltolina – włoski piłkarz[121]
- 4 października
  - Wayne Comer – amerykański baseballista[122]
  - Aleksander Ronikier – polski naukowiec, koszykarz, działacz sportowy[123]
  - Telesphore Toppo – indyjski duchowny rzymskokatolicki, biskup Dumka (1979–1984), arcybiskup Ranchi (1984–2008), kardynał[124]
- 3 października
  - Arthur Burns – brytyjski historyk[125]
  - Joe Christopher – amerykański baseballista[126]
  - Małgorzata Daniszewska – polska dziennikarka[127]
  - Jean-Pierre Elkabbach – francuski dziennikarz[128]
  - Johannes Kühn – niemiecki pisarz, poeta[129]
  - Giulio Quercini – włoski dziennikarz i polityk[130]
  - Jacques Valade – francuski polityk[131]
- 2 października
  - Kevin Birmingham – amerykański duchowny rzymskokatolicki, biskup pomocniczy Chicago (2020–2023)[132]
  - Marie-Daniel Dadiet – iworyjski duchowny rzymskokatolicki, biskup Katiola (2002–2004), arcybiskup Korhogo (2004–2017)[133]
  - Janusz Grudziński – polski klawiszowiec i gitarzysta rockowy, członek zespołu Kult[134]
  - Herbert Handt – amerykański śpiewak operowy (tenor) i dyrygent[135]
  - Francis Lee – angielski piłkarz[136]
  - Frangiskos Papamanolis – grecki duchowny rzymskokatolicki, kapucyn, biskup sirosko-meloski i santoryński (1974–2014)[137]
- 1 października
  - Lars Arnesson – szwedzki piłkarz, trener[138]
  - Julian Bahula – południowoafrykański perkusista, kompozytor[139]
  - Patricia Janečková – słowacka śpiewaczka operowa (sopran)[140]
  - Joy Webb – angielska pianistka i wokalistka gospel[141]

- data nieznana
  - Amanda Aizpuriete – łotewska poetka, pisarka, tłumaczka[142]
  - David Benedictus – angielski nowelista[143]
  - Bill Munro – szkocki piłkarz i trener piłkarski[144]
  - Piotr Nagłowski – polski dziennikarz radiowy, menedżer[145]
  - Waldemar Sutryk – polski dyrygent, kompozytor, chórmistrz, pedagog, nauczyciel akademicki i organista[146]
  - Allan Weisbecker – amerykański surfer, scenarzysta[147]
  - Józef Wróbel – polski samorządowiec, starosta wieruszowski (1999–2002)[148]
  - Ewa Wyszomirska – polska aktorka[149]